# Connect-R
Ștefan Relu Mihalache, dit Connect-R, né le 9 juin 1982 à Bucarest, est un chanteur et rappeur roumain.

## Biographie
En 2006, il représente la Moldavie au Concours Eurovision de la chanson aux côtés de Arsenium et Natalia Gordienko avec le titre Loca. En 2010, il compose "In My Bedroom", en collaboration avec la chanteuse roumaine Anna Lesko.

## Discographie

### Album studios
- Dacă Dragostea Dispare (2007)
- From Nothing to Something (2012)[3]

### Singles
- Dacă dragostea dispare
- Nu-ți pierde dragostea
- Burning Love
- Murderer
- Still
- American Dream
- Ring the Alarm
- Take It Slow
- Vara nu dorm
- Love Is the Way
- Dă-te-n dragostea mea
- Tren De Noapte
- Vanilla Chocolat (avec Alexandra Stan)[4]